# Paul Shooner
Paul Shooner, né le 2 mai 1923 à Pierreville et mort le 11 juin 2025 dans la même ville, est un entrepreneur et homme politique québécois. 
Il est député à l'Assemblée nationale du Québec de la circonscription de Yamaska de 1966 à 1970, sous la bannière de l’Union nationale.

## Biographie
Né le 2 mai 1923 à Pierreville, Paul Shooner est le fils de Jeanne DeBlois et de Georges Shooner, marchand, maire de Pierreville de 1943 à 1945 et organisateur électoral de Maurice Duplessis,. Il étudie à l'École Maurault à Pierreville, au Collège Saint-Joseph de Berthierville, au Séminaire de Nicolet et à l'Université de Montréal où il commence un cours en commerce. Pendant la Seconde Guerre mondiale, il est sergent de réserve dans le Régiment de Trois-Rivières.
Jusqu’en 1991, il est président de l'entreprise familiale Shooner ltée, à Pierreville.
De 1952 à 1953, il est conseiller municipal de Pierreville et président de l'organisation locale de l'Union nationale à partir de 1952. Lors des élections générales de 1966, il se présente comme candidat dans la circonscription de Yamaska. Il remporte cette élection et devient whip adjoint de l’Union nationale de 1968 à 1969. Il est défait aux élections de 1970.
Paul Shooner est membre des Chevaliers de Colomb et du Club optimiste, en plus d’être le fondateur de la Société historique de la région de Pierreville et vice-président en 2008.
Il est l’auteur du Livre des délibérations du Conseil municipal de la paroisse de Saint-Thomas-de-Pierreville 1858-1887 (2008).
Paul Shooner meurt le 11 juin 2025 à l'âge de 102 ans au CHSLD Lucien-Shooner à Pierreville.